# Pteropus samoensis
Pteropus samoensis (Крилан самоанський) — вид рукокрилих, родини Криланових.

## Поширення, поведінка
Країни поширення: Американське Самоа, Фіджі, Самоа. Цей вид лаштує сідала поодинці або невеликими сімейними групами, найчастіше під наметом лісу. Він знаходиться в первинних вологих тропічних лісах, плантаціях, сільських областях. Вважається, самиці народжують одне маля на рік.